# Índies

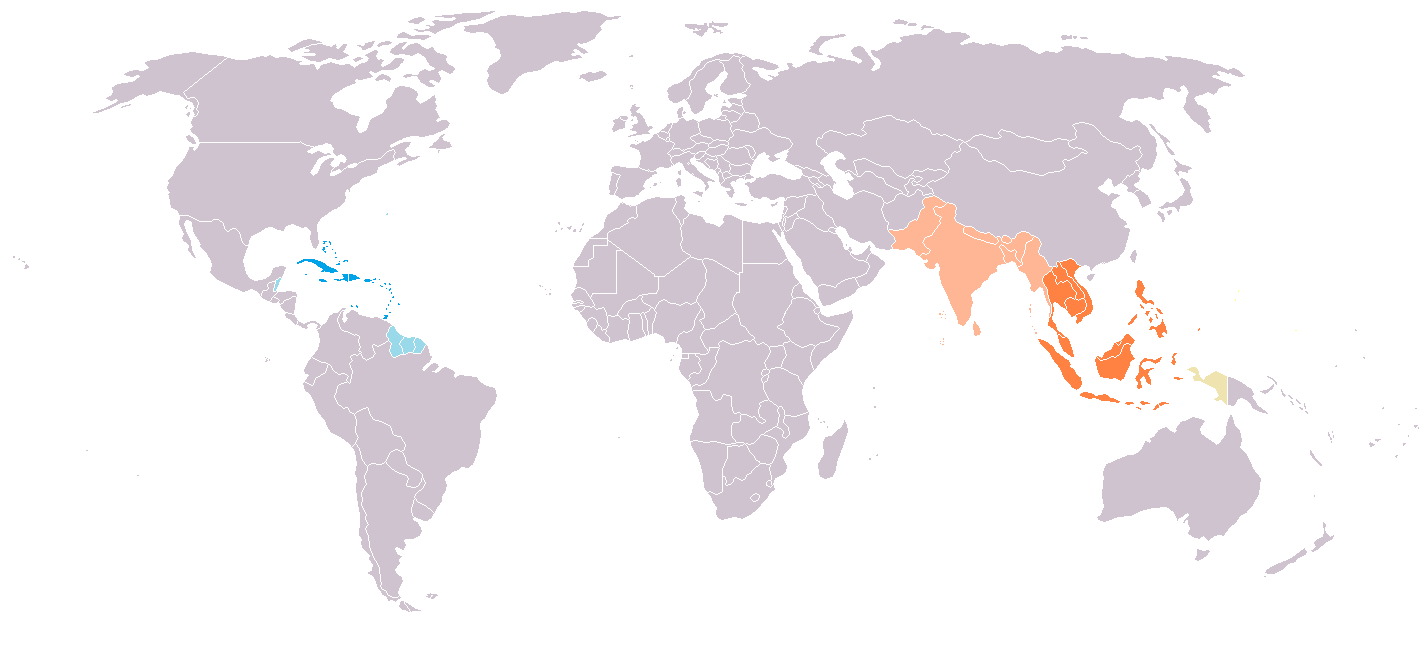
Índies Orientals
Índia Britànica/subcontinent indi
Papua Occidental

Les Índies (pluralització Índia, ja que aquest era el territori de referència) foren diverses regions d'Àsia i Amèrica, denominades fins al s. XIX. El terme es va popularitzar cap al segle xiv, en què marins i comerciants europeus es van abocar a l'exploració d'aquestes regions amb fins mercantils, centrats en especial en les espècies, el cotó i l'indi, o materials de joieria (diamants, robins, perles, corall, ivori), fustes fines com el sàndal, la teca, el banús, la caoba, etc. Els territoris coneguts per aquest nom incloïen no només l'actual Índia, sinó també Pakistan, Bangladesh, Myanmar, Sri Lanka, les illes Maldives, Tailàndia, Malàisia, Indonèsia, illa de Timor i les Filipines, és a dir, el gruix de la regió anomenada actualment  Sud-est asiàtic .
Després de l'arribada de Colom a Amèrica, es va prendre inicialment el territori com a part d'aquella regió, una confusió que no es desfaria fins que els estudis del cartògraf florentí Amerigo Vespucci al servei d'Espanya demostressin concloentment que es tractava d'un nou continent. La designació d'Índies va perdurar, però, anomenant  Índies Occidentals  al territori americà per distingir de les  Índies Orientals , és a dir, dels territoris asiàtics esmentats. Petjada d'aquest ús, avui obsolet, es conserva a l'estesa denominació d'«indis» per als pobles nadius d'Amèrica.
Pel que fa a la de la terra aplicar aquest nom a un continent que venia a estar gairebé als antípodes de les veritables Índies. En l'Europa del segle XV s'ignorava l'existència del continent americà, per això les teories que pregonaven la rodonesa de la terra assenyalaven que un podia arribar a "Les Índies" (Índia, Malàisia, Indonèsia, Filipines, Timor), batejades així per Marco Polo segons la ruta que va fer per tenir els productes valuosos de les "Índies", que eren sedes, perfums i pedres precioses, altres espècies com el clau d'olor, el pebre i la canyella, ja que aquestes espècies eren molt importants per als Europeus, ja que li donava millor sabor als seus àpats, i que es trobaven a l'Orient, navegant cap a Occident.
Quan Cristòfor Colom va arribar a Guanahani ho va fer convençut que havia arribat a "Les Índies" i per això als nadius els van anomenar "indis".
No obstant això el nom va continuar sent utilitzat oficialment i fins als nostres dies milions nomenen els originals americans com "indis". No és l'únic error respecte a les índies. També l'oceà Pacífic, pel particular contorn de Panamà era lat "mar del sud" pels exploradors.